# Alberta

Ansicht des Lake Louise im Banff National Park

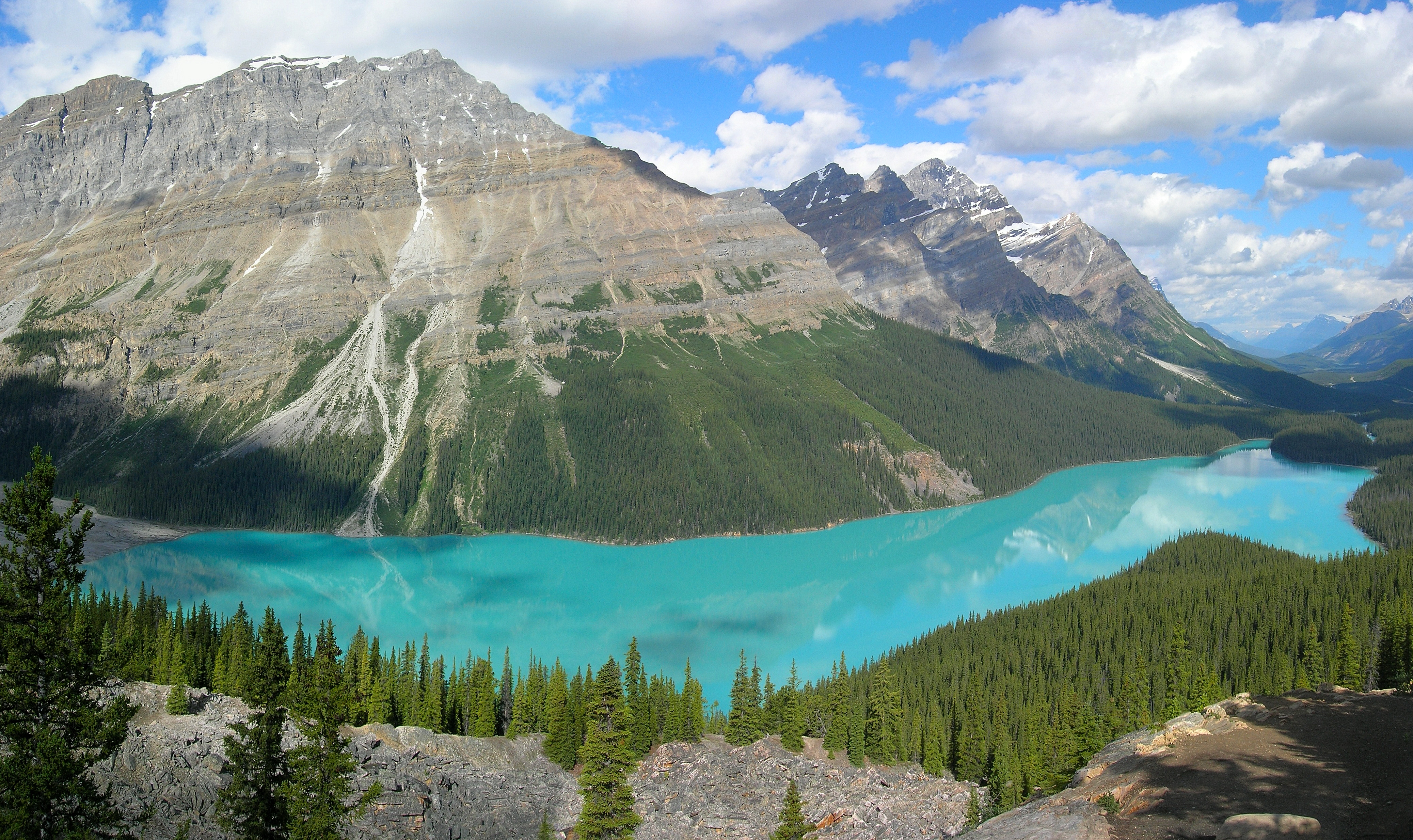
Ansicht des Peyto Lake in Banff National Park

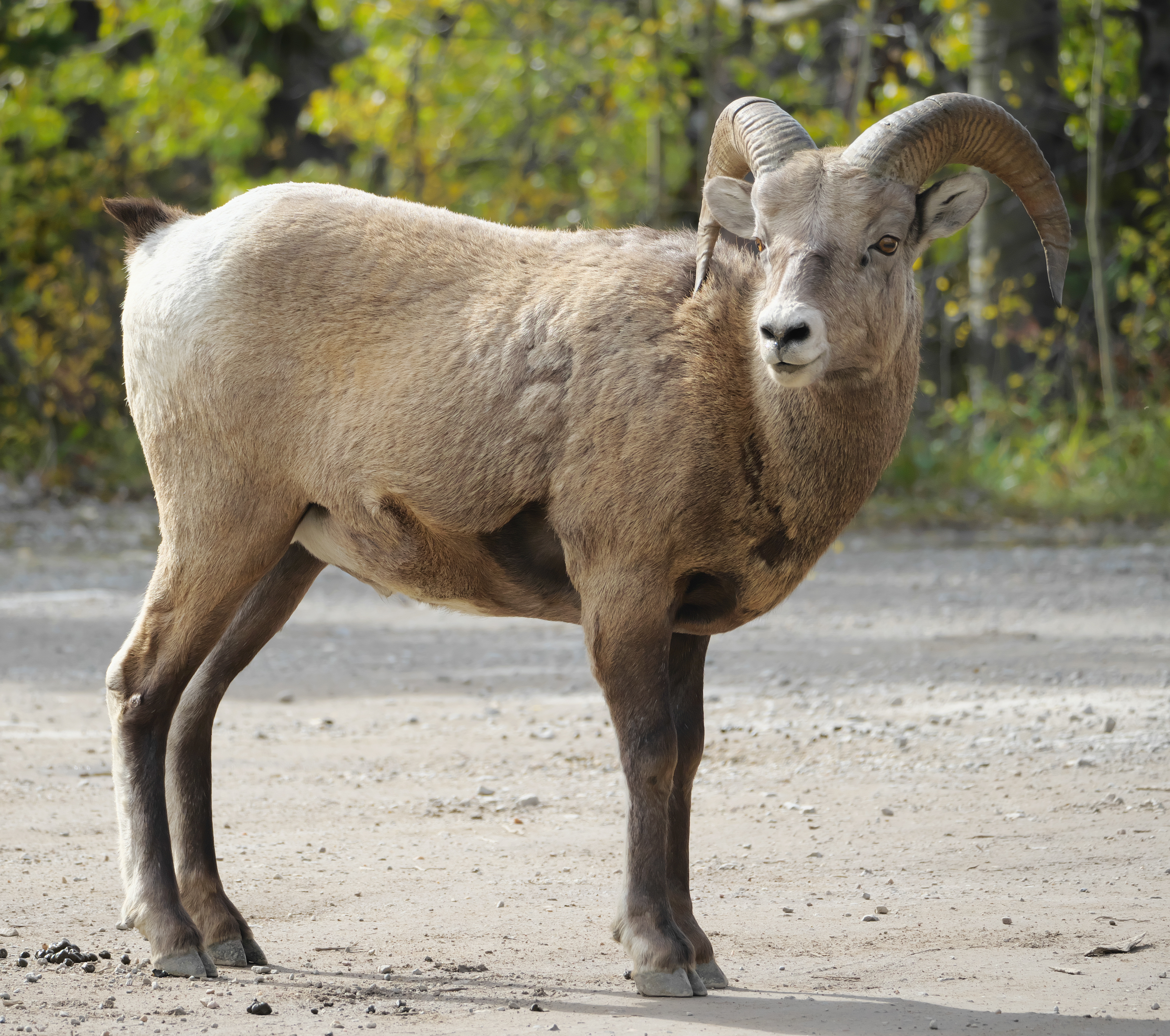
Das Dickhornschaf ist in der Provinz sehr verbreitet.

Alberta [æɫˈbɝtə] ⓘ ist die westlichste der Prärieprovinzen Kanadas. Die Hauptstadt ist Edmonton, die größte Stadt Calgary. Benannt ist die Provinz nach Louise Caroline Alberta, Duchess of Argyll, der vierten Tochter von Königin Victoria.
Albertas Landschaft wird von der Prärie geprägt, die sich im Osten bis nach Saskatchewan ausdehnt. An der Westgrenze der Provinz dominieren hingegen die Ausläufer der Rocky Mountains. Alberta besitzt umfangreiche Ölvorkommen und ist die reichste Provinz Kanadas. Weitere Wirtschaftsfaktoren sind der Getreideanbau und die Rinderzucht.

## Geographie
Alberta bedeckt eine Fläche von 634.658,27 km², davon sind 19.531 km² Wasseroberfläche.

### Lage
Im Süden grenzt Alberta an den US-Bundesstaat Montana, im Osten an die Provinz Saskatchewan, im Norden an die Nordwest-Territorien und im Westen an British Columbia.

### Gewässer
Mit Ausnahme des südwestlichen Teils ist Alberta sehr wasserreich. Es gibt zahlreiche Flüsse und Seen. Die drei größten Seen sind der Athabascasee (7.898 km2), dessen östlicher größerer Teil in der Provinz Saskatchewan liegt, der Lake Claire (1.436 km2) unmittelbar westlich des Lake Athabasca im Wood-Buffalo-Nationalpark und der Lesser Slave Lake (1.168 km2) nordwestlich von Edmonton.

### Landschaften
Albertas Hauptstadt, Edmonton, liegt beinahe im geographischen Zentrum der Provinz. Der Großteil von Albertas Öl wird hier raffiniert. Das südliche Alberta, wo Calgary liegt, ist bekannt für sein Ranching. Ein Großteil des unbewaldeten Albertas wird zum Getreideanbau oder zur Milchwirtschaft verwendet, wobei Ranching und Grünland im Süden dominieren. Das Ödland Albertas liegt im Südosten, wo der Red Deer River die flache Prärie und das Farmland kreuzt und tiefe Schluchten und beeindruckende Landschaften zu sehen sind. Der Dinosaur Provincial Park, nahe Brooks, ist Schauplatz für das Terrain des Ödlands, der Flora der Wüste und Überbleibsel von Albertas Vergangenheit, als Dinosaurier die Landschaft durchstreiften.

### Ökologie
Die Verödung des Gebiets des Ölschieferabbaus schreitet wegen des hohen Wasserverbrauchs weiter voran. Im Januar 2015 wurde in Alberta durch Fracking nach vielen kleineren Beben ein mittleres Erdbeben mit der Stärke von 4,4 auf der Richterskala in einem dünn besiedelten Gebiet mit dem Epizentrum nahe der Stadt Fox Creek ausgelöst. Hier war der Fels mit großen Mengen Wasser und Lösungsmitteln bis auf 3000 Meter Tiefe gespalten und der Schiefersand bis zu 2000 Meter horizontal durchbohrt worden. Es ist vermutlich das bislang stärkste  Erdbeben, das je von Menschenhand verursacht wurde. Der United States Geological Survey bestätigte die Ursache, die von den die Bohrungen betreibenden Unternehmen bestritten wird. Gail Atkinson, Spezialistin für künstlich induzierte Erdbeben der Western University in London (Ontario), geht davon aus, dass industriell induzierte Beben gefährlicher sein können als natürliche.
Während in British Columbia Bohrungen nach Erdbeben mit einer Magnitude > 4,0 eingestellt werden müssen, gibt es in Alberta kein entsprechendes Gesetz.

### Gliederung
Geographisch wird Alberta in sechs Regionen aufgeteilt:
- Alberta’s Rockies
- Calgary Region
- Central Alberta
- Edmonton Capital Region
- Northern Alberta
- Southern Alberta

Gelegentlich wird der Calgary-Edmonton Corridor als weitere Region gezählt. Teilweise wird er der Region Zentral-Alberta zugerechnet.
Zu Verwaltungszwecken gibt es die Einteilung in Municipal Districts (siehe: Liste der Municipal Districts in Alberta), die wiederum zu statistischen Zwecken zu Census Divisions zusammengefasst werden.

### Klima
Da sich Alberta 1.200 km in Nord-Süd-Richtung (und etwa 600 km in Ost-West-Richtung) ausdehnt, unterscheidet sich das Klima zwischen dem 49. und 60. Breitengrad beträchtlich. Es wird auch durch die Höhe ü. NN beeinflusst: Sie reicht von etwa 1.000 Meter im Süden (Calgary liegt etwa 1.000–1.200 Meter hoch und Red Deer etwa 850 m) bis zu 650 Meter im Norden. Die Präsenz der Rocky Mountains im Westen und offener Prärie im Osten beeinflusst das Wetter ebenfalls.
Der Norden Albertas ist meistens von Taiga bedeckt und hat weniger frostfreie Tage als der Süden, der ein semiarides Klima aufweist. Der Westen Albertas wird durch die Berge geschützt und erfreut sich im Winter aufgrund der Chinook-Winde milder Temperaturen. Das südöstliche Alberta hingegen besteht allgemein aus flacher, trockener Prärie mit einigen Hügeln und extremen Temperaturen. Diese liegen im Bereich von sehr kalt (−35 °C oder tiefer im Winter) bis sehr heiß (38 °C oder mehr im Sommer). Das zentrale und Teile des nordwestlichen Alberta im Bereich des Peace River sind zum großen Teil Aspen Parklands, ein Übergangs-Biom zwischen der Prärie im Süden und der Taiga im Norden. Nach dem südlichen Ontario ist das zentrale Alberta diejenige Region Kanadas mit der größten Wahrscheinlichkeit für Tornados. Gewitter treten häufig im Sommer speziell im zentralen und südlichen Alberta auf. Die Region um den Calgary-Edmonton Corridor ist für die höchste Häufigkeit an Hagel in Kanada berüchtigt.
Generell hat Alberta kalte Winter mit Durchschnittstemperaturen zwischen −10 °C im Süden bis zu −24 °C im Norden. Im Süden entlang den Ausläufern der Rocky Mountains wird der Winter manchmal durch den Chinook-Wind unterbrochen, der die Temperaturen in kurzer Zeit auf bis zu 20 °C und mehr steigen lässt. Dies geschieht meist im Februar oder März. Im Sommer reicht die durchschnittliche Tagestemperatur in den Tälern der Rocky Mountains und im hohen Norden bis etwa 21 °C, in der trockenen Prärie des Südwestens bis zu 30 °C. In den nördlichen und westlichen Teilen der Provinz fällt mehr Regen und die Verdampfungsraten sind wegen der kühleren Sommertemperaturen niedriger. Südliche und östlich-zentrale Gebiete sind für dürreähnliche Bedingungen anfällig, dies zum Teil über Jahre hinweg, obwohl es auch in diesen Gebieten heftige Niederschläge geben kann. Die nördlichen Teile Albertas erhalten wegen des recht trockenen Klimas ziemlich viel Sonnenschein; der östlich-zentrale, an Saskatchewan grenzende Teil der Provinz ist der sonnigste Platz Kanadas mit einem Durchschnitt von über 2.500 Sonnenstunden jährlich.

## Fauna
Die drei klimatischen Regionen Albertas (alpines Gebirge, Wald und Prärie) beheimaten viele verschiedene Tierarten. Die südliche und zentrale Prärie war das Land der Prärie-Bisons. Das Gras lieferte Futter für schätzungsweise 40 Millionen Büffel im 17. Jahrhundert. Seit der Besiedlung durch Weiße wurde die Büffel-Population – sowohl der Prärie- als auch der Wald-Bisons – bis fast zur Ausrottung dezimiert. Nur durch strenge Schutzmaßnahmen (in ganz Nordamerika) konnte die Art bis heute erhalten werden. In Alberta lebten 2013 über 57.000 Tiere als Nutztiere auf Farmen. In freier Wildbahn (vorwiegend in Großschutzgebieten, zum Teil von indigenen Gemeinschaften – etwa Dene Tha' in den borealen Wäldern oder Blackfoot in den Plains – gemanagt) lebten in ganz Kanada etwa 1200 bis 1500 Prärie-Bisons und 5000 bis über 7000 Wald-Bisons. Aufgrund der vergleichsweise kleinen Population gelten beide Arten nach wie vor als stark gefährdet. Die größte Gefahr geht heute von Seuchen wie der Rinderbrucellose, Tuberkulose oder Milzbrand aus.
Alberta ist die Heimat vieler großer Raubtiere. Darunter sind der Grizzly und der Schwarzbär, die man in den Berg- und Waldregionen findet. Kleinere Vertreter der Ordnung der Raubtiere sind der Kojote, der Wolf, der Rotfuchs und Swiftfuchs, der Kanadische Luchs, der Rotluchs und der Puma. Der Kojote ist auch in manchen Teilen der großen urbanen Zentren zu finden.
Herbivoren findet man überall in der Provinz. Elch und Hirsch (sowohl Maultierhirsch als auch Weißwedelhirsch) findet man in bewaldeten Regionen, und den Gabelbock in den Prärien des südlichen Alberta. Dickhornschafe und Schneeziegen leben in den Rocky Mountains. Kaninchen, Baumstachler, Skunks, Grauhörnchen, und viele Arten von Nagetieren und Reptilien leben in jeder Region der Provinz. In Alberta ist nur eine einzige Giftschlangenart, die Prärieklapperschlange, beheimatet.

## Bevölkerung
Bei der Volkszählung 2021 wurden für Alberta 4.262.635 Einwohner ermittelt, was gegenüber dem Zensus von 2016 einer Zunahme um 4,8 % entspricht. Somit liegt Alberta hinsichtlich der Bevölkerungsentwicklung leicht unter dem landesweiten Durchschnitt mit einer Zunahme von 5,2 %. Die Bevölkerungsdichte in Alberta lag 2021 bei 6,7 Einwohnern pro Quadratkilometer, während der Landesdurchschnitt 4,2 Einwohnern pro Quadratkilometer beträgt. Der Anteil Albertas an der Gesamtbevölkerung Kanadas beträgt 11,52 %. Das Bevölkerungswachstum in der Provinz ist dabei hauptsächlich der anhaltenden Einwanderung zuzuschreiben.
Ca. 77 % der Bevölkerung gaben im Rahmen des Zensus 2011 Englisch als Muttersprache an, der Anteil der Bevölkerung mit Französisch als Muttersprache beträgt ca. 2 %. Rund 2,2 % der Bevölkerung gaben bei der Befragung Deutsch als Muttersprache an.
Etwa 70.000 Bürger Albertas sind Indianer. Mehrheitlich sind dies Cree und Blackfoot (Siksika). Dazu kommt eine größere Anzahl Métis. Ihnen wurde 1990 vom obersten Gerichtshof Kanadas ein in acht Siedlungen aufgeteiltes Schutzgebiet von 500.000 Hektar Land zugesprochen. Die Provinz ist eines der Zentren der Hutterer in Kanada.
Laut der Volkszählung 2006 setzt sich die Bevölkerung aus 27,2 % Englischstämmigen, 20,9 % Deutschstämmigen, 20,5 % „Kanadischstämmigen“, 20,3 % Schottischstämmigen, 16,6 % Irischstämmigen, 11,9 % Französischstämmigen sowie 10,2 % Ukrainischstämmigen zusammen (Mehrfachnennungen waren möglich).

## Größte Städte

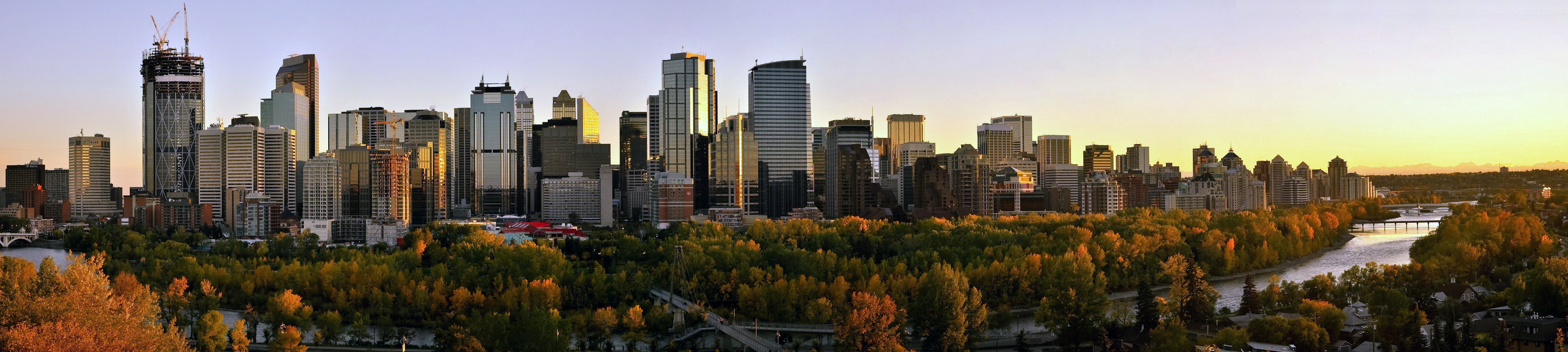
Calgary-Skyline

Edmonton-Skyline

Die größten Ballungszentren sind Calgary (mit Airdrie), Edmonton (mit Sherwood Park, Spruce Grove und St. Albert), Red Deer, Lethbridge und Medicine Hat.
| Stadt (Municipality)              | Einwohner | Einwohner |
| Stadt (Municipality)              | 2001      | 2006      |
| --------------------------------- | --------- | --------- |
| Calgary                           | 879.003   | 988.193   |
| Edmonton                          | 666.104   | 730.372   |
| Red Deer                          | 67.829    | 82.772    |
| Strathcona County (Sherwood Park) | 71.986    | 82.511    |
| Lethbridge                        | 67.374    | 74.637    |
| St. Albert                        | 53.081    | 57.719    |
| Medicine Hat                      | 51.249    | 56.997    |
| Wood Buffalo (Fort McMurray)      | 41.445    | 51.496    |
| Grande Prairie                    | 36.983    | 47.076    |
| Rocky View                        | 29.925    | 34.171    |
| Parkland County (Stony Plain)     | 27.217    | 29.265    |
| Airdrie                           | 20.407    | 28.927    |
| Foothills                         | 16.602    | 19.736    |
| Spruce Grove                      | 15.983    | 19.496    |

## Geschichte
Alberta wurde nach Prinzessin Louise Caroline Alberta benannt.
Der südliche Teil der Provinz Alberta war seit Gründung der Hudson’s Bay Company (HBC) 1670 ein Teil von Ruperts Land und unterstand damit der Verwaltung der HBC. Der nördliche Teil des Gebiets wurde erst noch von der North West Company administriert, die aber 1821 in der HBC aufging (siehe Pemmikan-Krieg).
Um 1731 erreichten die Franzosen das Gebiet der westlichen kanadischen Prärie. Sie gründeten später Gemeinden wie Lac La Biche und Bonnyville. Fort La Jonquière wurde 1752 in der Nähe des heutigen Calgary erbaut. Der erste Erforscher der Region Athabasca war Peter Pond, der im Namen der North West Company 1778 das Fort Athabasca am Lac La Biche baute. 1788 gründete Roderick Mackenzie Fort Chipewyan, die älteste europäische Siedlung in Alberta, an der Nordwestspitze des Athabascasees.
Alexander Mackenzie, der Cousin Roderick Mackenzies, folgte dem North Saskatchewan River zu seinem nördlichsten Punkt in der Nähe von Edmonton, setzte dann zu Fuß nach Norden und folgte dann dem Fluss Athabasca zum Athabascasee. Dort entdeckte er einen Ausfluss, den Mackenzie River, diesem folgte er bis zur Mündung in den Arktischen Ozean. Er kam zum Athabascasee zurück und folgte dem Peace River stromaufwärts und erreichte den Pazifik. Mackenzie ist somit der erste Europäer, der den amerikanischen Doppelkontinent nördlich Mexikos durchquerte.
1882 wurde Alberta ein separater Distrikt der Nordwest-Territorien, 1905 wurde sein Gebiet nach einer langen Kampagne für Autonomie vergrößert und zu einer Provinz. Alexander Cameron Rutherford wurde der erste Premierminister.

## Politik

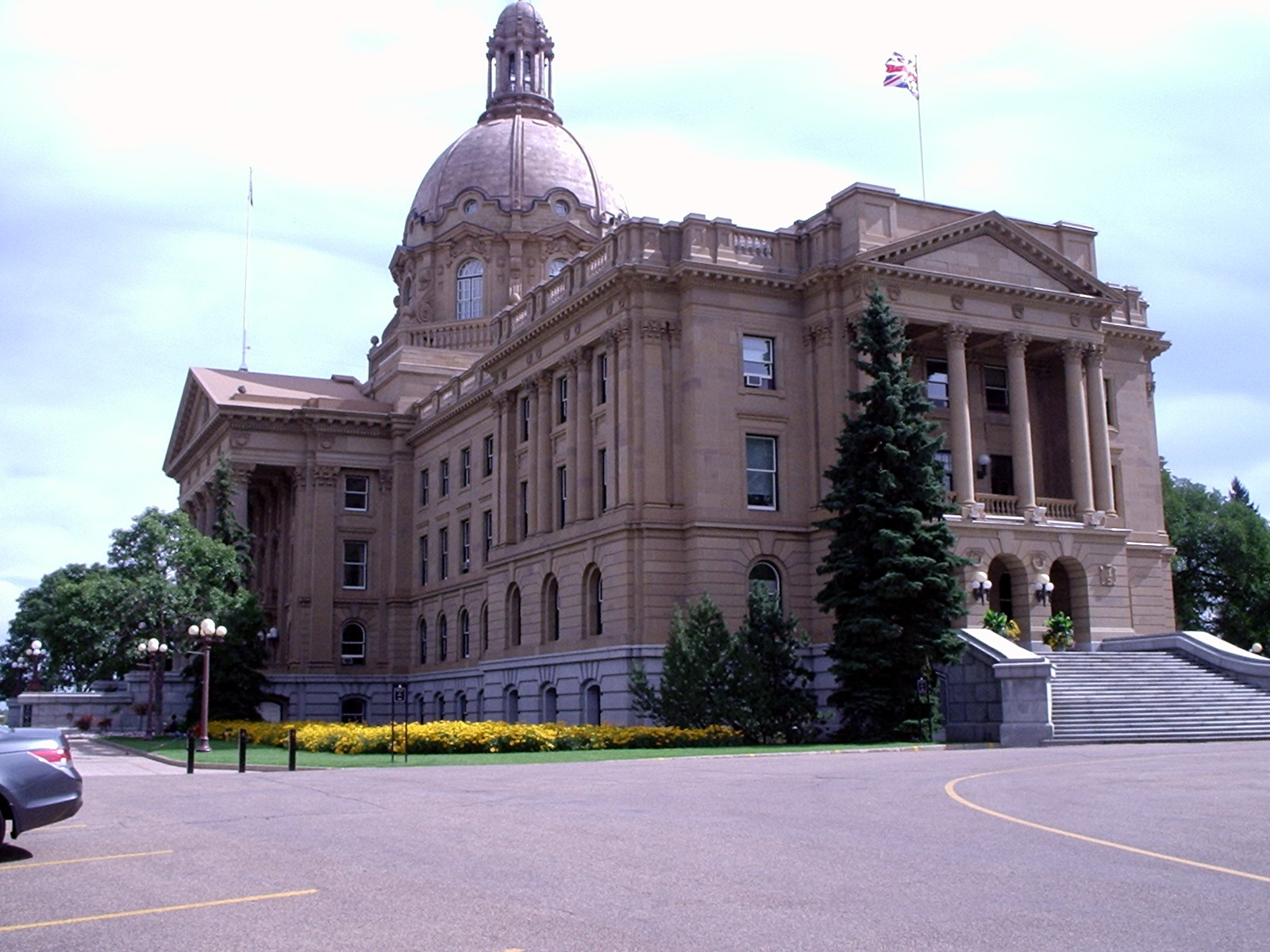
Parlamentsgebäude von Alberta in Edmonton

Das politische System Albertas basiert auf dem Westminster-System mit einem Einkammerparlament. Die Legislativversammlung besteht aus 87 Mitgliedern, die in ebenso vielen Wahlkreisen nach dem Mehrheitswahlsystem gewählt werden. Der Vizegouverneur, der das Staatsoberhaupt vertritt, kann in Absprache mit dem Premierminister innerhalb eines bestimmten Zeitrahmens (spätestens nach fünf Jahren) das Parlament vorzeitig auflösen und Neuwahlen ansetzen, der britischen Parlamentstradition entsprechend. Premierminister ist stets der Vorsitzende jener Partei, welche die meisten Sitze errungen hat. Premierministerin ist seit 2022 Danielle Smith, Vizegouverneurin ist seit 2020 Salma Lakhani.
Politisch gilt Alberta als eine der konservativsten Provinzen Kanadas. Im Ergebnis der Wahl 2025 gehören 34 der 37 Repräsentanten Albertas im kanadischen Unterhaus der Konservativen Partei Kanadas an. Auf Provinzebene stellte die Progressive Conservative Association of Alberta seit 1971 ununterbrochen die Regierung, bis sie 2015 eine empfindliche Wahlniederlage erlitt und von der sozialdemokratischen Alberta New Democratic Party abgelöst wurde. 2019 errang die aus einer Fusion der PCA und der Wildrose Party entstandene United Conservative Party die absolute Mehrheit und stellt seitdem die Provinzregierung. Alberta wurde aus diesem Grund gelegentlich als „Texas North“ bezeichnet. Gemäß der kanadischen Verfassung stehen Alberta sechs Sitze im Senat zu, die derzeit allesamt von unabhängigen Senatoren gehalten werden.

## Kultur und Sehenswürdigkeiten

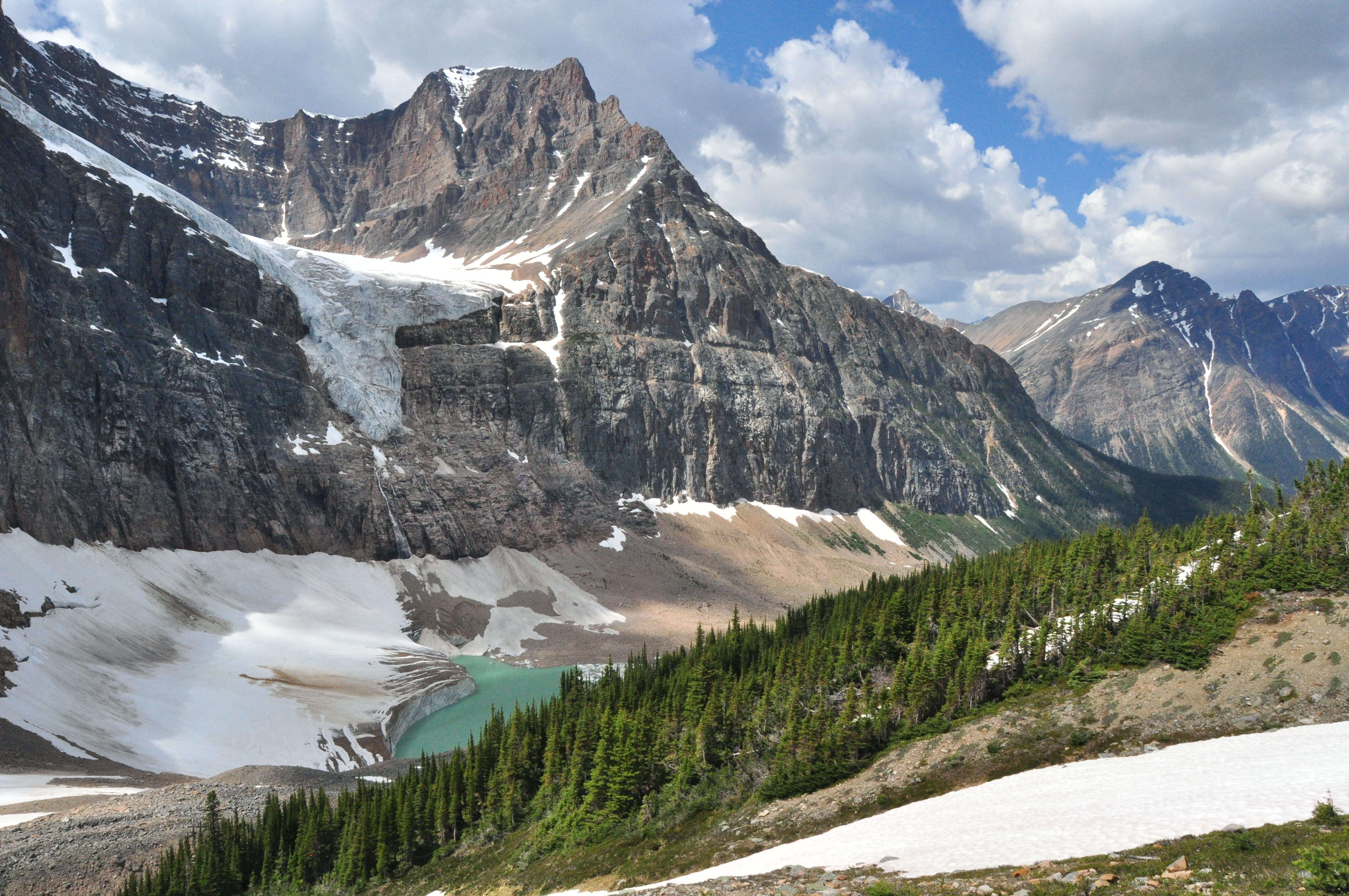
Massiv des Mount Edith Cavell mit Angel Glacier, Jasper-Nationalpark, Alberta

Alberta entwickelte sich zu Beginn des 20. Jahrhunderts zu einem beliebten Touristenziel mit mehreren Sehenswürdigkeiten und sportlichen Attraktionen wie Skifahren, Bergwandern und Camping sowie auch zu einer beliebten Einkaufsmetropole durch das größte Einkaufszentrum in ganz Nordamerika, die West Edmonton Mall. Neben der Shopping Mall ist auch die Stephen Avenue in Calgary eine beliebte Einkaufsstraße mit mehreren Geschäften, Restaurants und Cafés. Sehr beliebt sind diverse Outdoor Festivitäten und Veranstaltungen, wie unter anderen das Professionelle Athletik Event, die International Sporting Competitions sowie die Commonwealth Games, die Olympic Games und andere Events. Alberta wird auch das Land der Cowboys genannt. Nirgends in Kanada gibt es so viele Working und Guest Ranches wie hier. Jährlich findet auch die Calgary Stampede statt, sie ist das größte Rodeo seiner Art weltweit, an dem jährlich ca. 1,2 Millionen Menschen teilnehmen.
Albertas Rocky Mountains sind bei den Touristen sehr bekannt, unter anderem durch den Banff National Park und den Jasper National Park. Die zwei Parks sind durch eine der schönsten Fernstraßen verbunden, den Icefields Parkway. Banff befindet sich ca. 128 km westlich von Calgary und ist mit dem Highway 1 verbunden. Jasper befindet sich 366 km westlich von Edmonton am Yellowhead Highway.

## Naturdenkmäler
Alberta besitzt eine Reihe von Nationalparks und Provinzparks. Im Westen liegen der Jasper-Nationalpark und der Banff-Nationalpark, im Norden der Wood-Buffalo-Nationalpark, im Osten der Elk-Island-Nationalpark, im Südosten der Dinosaur Provincial Park und im Süden der Waterton-Lakes-Nationalpark. Dabei sind folgende Parks von der UNESCO mit dem Titel einer Welterbestätte ausgezeichnet worden: Die Canadian Rocky Mountain Parks, der Waterton-Glacier International Peace Park, der Wood-Buffalo-Nationalpark, der Dinosaur Provincial Park und der Head-Smashed-In Buffalo Jump. Seit 2019 ist außerdem der Writing-on-Stone Provincial Park, unter anderem wegen seiner Petroglyphen, eine Welterbestätte. Somit befinden sich sechs von Kanadas Welterbestätten in der Provinz Alberta.
Einer der größten Findlinge der Welt, der etwa 16.000 Tonnen schwere und 18 Meter hohe Big Rock, liegt nahe Calgary. Er wurde vor etwa 18.000 Jahren durch einen wandernden Eisgletscher zu seinem heutigen Standort transportiert.

## Wirtschaft und Infrastruktur

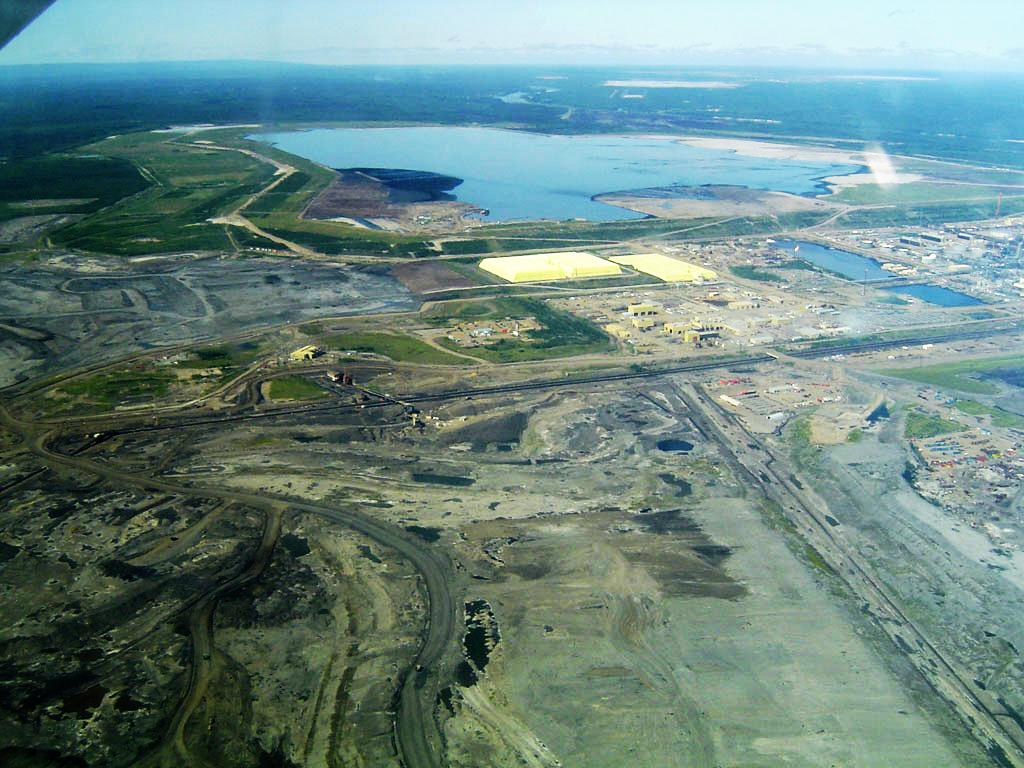
Tagebau zur Gewinnung von Ölsand im Nordosten von Alberta.

### Ölvorkommen (Athabasca-Ölsande)
Mit 1,7 Billionen Barrel (≈ 2,70 km³) lagert hier in den sogenannten Athabasca-Ölsanden nahe Fort McMurray etwa ein Drittel der weltweiten Ölsandvorkommen. Sie machen Kanada nach Venezuela und Saudi-Arabien zum Land mit der weltweit drittgrößten Ölreserve und begründen den Reichtum der Provinz. Der Abbau ist jedoch mit großen Umweltproblemen und einem hohen CO2-Ausstoß verbunden. Die Gewinnung von Öl aus Ölsand wurde erst in jüngerer Zeit durch neue Technologien und einen anhaltend hohen Ölpreis rentabel. Mindestens 65 Prozent des hier gewonnenen Erdöls gehen aufgrund einer Klausel des Nordamerikanischen Freihandelsabkommens (Nafta) in die Vereinigten Staaten; hierfür wurde eine der weltgrößten Öl-Pipelines gebaut, die sogenannte Keystone-Pipeline. Im Jahr 2010 lagen die Pro-Kopf-Investitionen in Alberta bei 18.930 CAD und waren damit mehr als doppelt so hoch wie der kanadische Durchschnitt. Da der Abbau sehr energieintensiv ist, birgt er die Gefahr, dass Kanada seine Verpflichtungen aus dem Kyoto-Protokoll nicht erfüllen kann (Stand: 2006).
Im Zuge des Ölpreisverfalls seit Herbst 2014 wurde der im Vergleich zur konventionellen Ölförderung teure Abbau von Ölsanden stark zurückgefahren; die Prognosen eines weiteren steilen Anstiegs der Förderung haben sich nicht erfüllt. Dadurch droht der Provinz eine Rezession. Im Februar 2015 betrug die Arbeitslosigkeit in der Region 12,6 % (2010: 6,5 %), lag allerdings saisonbereinigt immer noch weit unter dem kanadischen Durchschnitt.

#### Staatsfonds
Um den Wohlstand der Rohstoffvorkommen zu sichern und zukunftsfähig zu investieren, wurde 1976 ein Staatsfonds der Provinz Alberta aufgelegt, der als Alberta Heritage Savings Trust Fund bekannt ist.

### Agrarwirtschaft
Nach der Ölindustrie ist die Agrarwirtschaft der wichtigste Wirtschaftszweig; sie besteht hauptsächlich aus Getreideanbau und Rinderzucht für den Export in die USA. Der Rinderexport wurde 2003 empfindlich beeinträchtigt, als Fälle von BSE auftraten und die USA vorübergehend ihre Grenzen für den Import schlossen.

### Tourismus
Die zuständige Tourismusbehörde, Alberta Economic Development, registrierte im Jahresdurchschnitt etwa vier Millionen Touristen in Edmonton und Calgary, weitere drei Millionen in Banff, Jasper und in den Rocky Mountains.

### Weitere wichtige Wirtschaftssektoren
Luft-, Raumfahrt- und Rüstungsindustrie: In der Provinz haben sich rund 170 Unternehmen angesiedelt und beschäftigen mehr als 6000 Arbeitnehmer. Der Wirtschaftssektor trägt jährlich 1,3 Milliarden kanadische Dollar zur Wertschöpfung der Provinz bei. 40 Prozent der produzierten Güter dieses Bereichs werden in andere Länder exportiert.
Die Branche der Informations- und Kommunikations-Technologie zählt zu den größeren und stabilen Industriesektoren der Provinz. Hierzu gehören ca. 4300 Unternehmen mit rund 54.500 Angestellten, die rund 10,2 Milliarden kanadische Dollar erwirtschafteten. Albertas IT-Sektor hat vor allem durch Forschung und Entwicklung einen hervorragenden internationalen Ruf. Hinzu kommen viele Medienunternehmen. Calgary hat die höchste Start-up-Rate pro Einwohner in ganz Kanada.

## Bildung und Forschung
Die Provinz umfasst 42 Schulbezirke, in denen rund 589.000 Schüler an Grund- und Sekundarschulen angemeldet sind. Dazu kommen sechs öffentliche Universitäten und 15 Colleges sowie weitere private Bildungsträger. Die University of Alberta in Edmonton ist die größte und älteste staatliche Universität in der Provinz, an der im Jahr 2009 rund 37.588 Studenten eingeschrieben waren. Die zweitgrößte Universität ist die University of Calgary mit rund 28.000 Studenten. Eine weitere Universität ist die Athabasca University, die als Fernuniversität operiert, mit rund 30.000 Studenten. Weitere kleinere Universitäten sind die University of Lethbridge in Lethbridge, die Mount Royal University in Calgary und die Grant MacEwan University in Edmonton. Zu den Colleges zählen vor allem das Northern Alberta Institute of Technology und Southern Alberta Institute of Technology. Das Alberta Research Council ist ein Forschungsinstitut, das sich vor allem auf den Energiesektor konzentriert.

## Verkehr

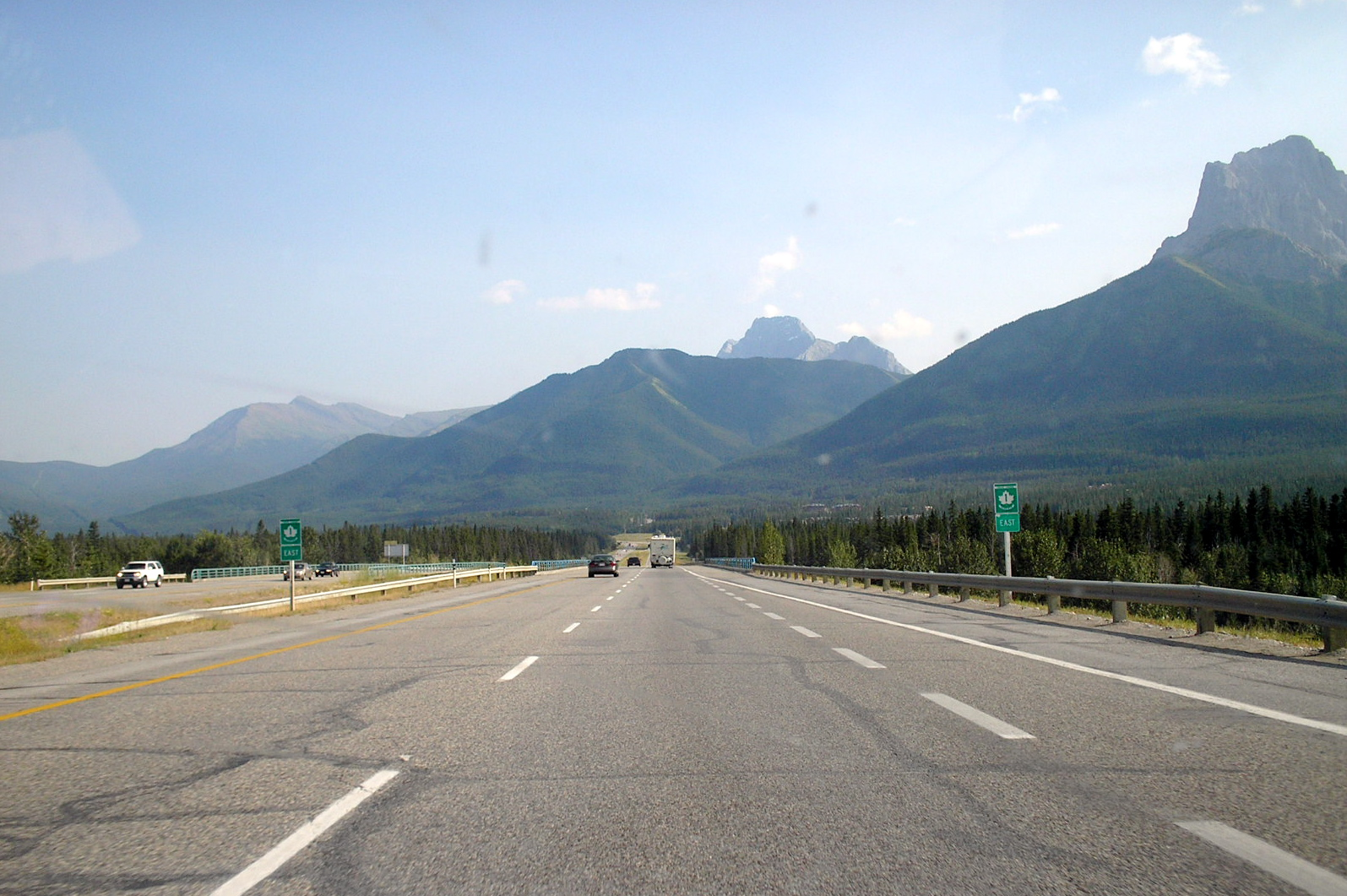
Der Trans-Canada Highway

### Highways
Alberta verfügt über ein 180.000 km langes Autobahn- und Straßennetz. Die wichtige Nord-Süd-Verbindung wird durch den Alberta Highway 2 bedient. Der Highway 2 beginnt südlich von Cardston, führt an der Carway Border vorbei und ist ein Teil des CANAMEX-Korridors, der Kanada mit Mexiko verbindet und durch die Vereinigten Staaten führt. Der Highway 4, der sich an die Interstate 15 anschließt, ist zugleich die wichtigste und meistbefahrene Hauptverbindung, die die USA mit der Provinz verbindet. Die wichtigste Ost-West-Verbindung ist der Trans-Canada Highway. Er verbindet alle Provinzen von Küste zu Küste und durchquert die Provinz in Ost-West-Richtung mit einer nördlichen und einer südlichen Streckenführung, wobei die südliche Streckenführung dem Highway 1 folgt und die nördliche dem Highway 16.
Weitere wichtige Autobahnen in der Provinz sind:
- Der Highway 2 verbindet unter anderem Calgary mit Edmonton.
- Der Highway 11 verbindet Saskatchewan River Crossing und endet bei Red Deer. Auf dem Weg dorthin kreuzt er den Highway 2.
- Der Highway 12 verbindet Compeer und Bentley.
- Der Highway 43 verbindet Athabasca mit Grande Prairie.

### Flugverbindungen
Alberta verfügt über zwei große internationale Flughäfen, von denen mehrere nationale als auch internationale Verbindungen angeboten werden. Diese Flughäfen werden von jeder größeren internationalen Fluggesellschaft bedient. Der Calgary International Airport ist der drittgrößte und der Edmonton International Airport der fünftgrößte Flughafen in Kanada. Der Flughafen in Calgary ist ein Drehkreuz für WestJet Airlines sowie für Air Canada. Vom Flughafen Calgary gibt es Flugverbindungen zu mehreren kanadischen Provinzen sowie zu 15 größeren US-Flughäfen, neun europäischen Flugzielen, eine Flugverbindung nach Asien sowie vier nach Mexiko und in die Karibik. Vom Flughafen in Edmonton werden Verbindungen zu allen größeren kanadischen Flughäfen angeboten. Ebenso werden zehn US-Flughäfen, drei europäische Flughäfen und sechs mexikanische und karibische Flughäfen angeflogen.

### Schienenverbindung
Durch die Provinz führt ein 9500 km langes Schienennetz, das von mehreren Eisenbahnunternehmen bedient wird. Die Unternehmen VIA Rail Canada, Rocky Mountaineer sowie die Canadian Pacific Railway und die Canadian National Railway bieten eine große Anzahl von Verbindungen in der Provinz an und verbinden mehrere größere Städte innerhalb und außerhalb der Provinz.